# Jeffrey Eugenides
Jeffrey Kent Eugenides (Detroit, 8 marzo 1960) è uno scrittore statunitense.

## Biografia
Eugenides nasce a Detroit, nel Michigan, l'8 marzo del 1960 da padre statunitense, figlio a sua volta d'immigrati greci originari della Turchia, e da madre statunitense nativa del Kentucky e d'origini irlandesi ed inglesi. Ultimo di tre figli, frequenta l'università privata Liggett School a Grosse Pointe Woods, in Michigan, laureandosi poi alla Brown University nel 1983 (dove strinse amicizia con Rick Moody). Ottenne un master universitario in scrittura creativa presso la Stanford University. Nel 1986 ricevette l'Academy of Motion Picture Arts and Sciences "Nicholl Fellowship" per la storia Here Comes Wiston, Full of the Holy Spirit. Il romanzo Le vergini suicide, pubblicato nel 1993, ottenne un successo internazionale in seguito all'adattamento cinematografico del 1999 realizzato da Sofia Coppola.
Eugenides si è mostrato restio alle apparizioni in pubblico o a svelare dettagli della sua vita privata, ad eccezione degli incontri con i lettori nel Michigan durante i quali espone minuziosamente l'influenza delle sue esperienze scolastiche nei suoi lavori.
Vive a Princeton, nel New Jersey, con la moglie, la fotografa e scultrice Karen Yamauchi, e la figlia Georgia.
Il suo romanzo Middlesex (2002) ha vinto il Premio Pulitzer per la narrativa 2003. Nell'autunno 2007 ha ottenuto la cattedra di scrittura creativa presso l'Università di Princeton. Figura, inoltre, nell'elenco dei compilatori dei lemmi del Futuro dizionario d'America (The Future Dictionary of America, 2005).

## Opere

### Romanzi
- Le Vergini Suicide (1993) (ISBN 880445993X) - Prima edizione italiana, Milano, Mondadori, 1994
- Middlesex (2002) (ISBN 0374199698) - vincitore del Premio Pulitzer per la narrativa 2003 - trad. di Katia Bagnoli, Milano, Mondadori, 2003
- La trama del matrimonio (2011) (EAN 9788804613589) -  trad. di Katia Bagnoli, Milano, Mondadori, 2011

### Racconti
- Air Mail (Best American Short Stories, Proulx ed., Houghton Mifflin, 1997)
- The Ancient Myths (The Spatial Uncanny, James Casebere, Sean Kelly Gallery, 2001)
- Baster (Wonderful Town, Remnick ed., Random House 2000) -  Racconto alla base del film del 2010 Due cuori e una provetta
- Early Music (The New Yorker, 10 ottobre 2005, pp. 72–79)
- The Speed of Sperm (Granta, 1997)
- Timeshare (The Pushcart Prize XXIII, Henderson ed., Pushcart, 1999)
- My Mistress's Sparrow is Dead: Great Love Stories from Chekhov to Munro (Editor of anthology, 2008)
- Great Experiment (The New Yorker, 31 marzo 2008)
- Una cosa sull'amore (ISBN 9788804688112), Mondadori, 2018 (titolo originale Fresh Complaint)trad. di Katia Bagnoli